# Stefaan Tanghe
Stefaan Tanghe (Kortrijk, 15 januari 1972) is een Belgisch voormalig voetballer.

## Carrière
De aanvallend ingestelde middenvelder kwam tot de eerste helft van het seizoen 2005-06 uit voor FC Utrecht, waar hij in 2000 terechtkwam. Voor die tijd speelde Tanghe voor Excelsior Moeskroen, in de seizoenen 1997/1998 tot en met 1999/2000 speelde hij daar 81 wedstrijden en trof 27 maal doel. Bij FC Utrecht, waar hij gedurende de seizoenen 2000/2001 tot en met 2005/2006 speelde, scoorde hij in 160 wedstrijden 40 keer. Toen hij in Utrecht niet meer op een basisplaats kon rekenen, vertrok de middenvelder eind 2005 transfervrij naar Heracles Almelo. Voor FC Utrecht speelde Tanghe op 29 december van dat jaar zijn laatste wedstrijd: uit tegen RBC Roosendaal (1-2). Hij speelde met de Utrechtse club drie bekerfinales, waarvan er twee werden gewonnen. Ook won hij met Utrecht de Johan Cruijff Schaal. Hij kreeg van de club een vrije transfer. 
Bij Heracles scoorde de Belg in een half jaar vier keer. De Belg kwam diverse malen uit voor het Belgisch voetbalelftal. Begin 2007 werd bekend dat Tanghe een contract heeft getekend bij de Belgische voetbalclub KSV Roeselare in de Jupiler Pro League. Met Roeselare degradeerde hij in 2010. Hij maakte in de zomer van 2010 de overstap naar KBS Poperinge waar hij een contract voor twee seizoenen tekende. Tanghe blijft wel in dienst van Roeselare als adviseur.

## Clubstatistieken
| Seizoen | Club                | Ccompetitie     | Duels | Goals |
| ------- | ------------------- | --------------- | ----- | ----- |
| 1992/93 | KV Kortrijk         | Tweede klasse   | 5     | 0     |
| 1993/94 | KV Kortrijk         | Tweede klasse   | 10    | 0     |
| 1994/95 | KV Kortrijk         | Tweede klasse   | 33    | 2     |
| 1995/96 | KV Kortrijk         | Tweede klasse   | 32    | 7     |
| 1996/97 | KV Kortrijk         | Tweede klasse   | 32    | 8     |
| 1997/98 | Excelsior Moeskroen | Eerste klasse   | 18    | 4     |
| 1998/99 | Excelsior Moeskroen | Eerste klasse   | 32    | 12    |
| 1999/00 | Excelsior Moeskroen | Eerste klasse   | 31    | 11    |
| 2000/01 | FC Utrecht          | Eredivisie      | 24    | 6     |
| 2001/02 | FC Utrecht          | Eredivisie      | 33    | 11    |
| 2002/03 | FC Utrecht          | Eredivisie      | 32    | 7     |
| 2003/04 | FC Utrecht          | Eredivisie      | 30    | 9     |
| 2004/05 | FC Utrecht          | Eredivisie      | 30    | 6     |
| 2005/06 | FC Utrecht          | Eredivisie      | 11    | 1     |
| 2005/06 | Heracles Almelo     | Eredivisie      | 14    | 4     |
| 2006/07 | Heracles Almelo     | Eredivisie      | 30    | 3     |
| 2007/08 | KSV Roeselare       | Eerste klasse   | 30    | 5     |
| 2008/09 | KSV Roeselare       | Eerste klasse   | 24    | 0     |
| 2009/10 | KSV Roeselare       | Eerste klasse   | 13    | 0     |
| 2010/11 | KBS Poperinge       | Vierde klasse A | ?     | 4     |
| 2011/12 | KBS Poperinge       | Vierde klasse A | 5     | 0     |
| Totaal  | Totaal              | Totaal          | 469   | 100   |

## Erelijst
FC Utrecht
- KNVB beker

2003, 2004
- Johan Cruijff Schaal

2004